# Jean-René Guitter detto Saint-Martin
Jean-René Guitter, detto Saint-Martin (Saint-Martin-Villenglose, 21 maggio 1772 – Grez-en-Bouère, 26 maggio 1832), è stato un ufficiale francese.

## Biografia
Le prime notizie lo riportano soldato del reggimento di fanteria Beauce dal maggio 1792 al marzo 1793, con cui combatté nella battaglia di Jemappes e negli assedi di Mons e Maubeuge, disertando poi l'esercito repubblicano e partecipando alla rivolta di Châteauneuf, nell'Anjou, l'11 marzo 1793, con altri 300.000 realisti. Divenuto poi soldato dell'esercito della Vandea, fu fatto prigioniero durante la battaglia di Doué ma riuscì a fuggire e combatté nuovamente nella campagna di Granville (novembre 1793) ed in quella di Le Mans (dicembre 1793).
Probabilmente nel 1794 divenne capitano della compagnia militare di Saint-Martin-Villenglose che lui aveva costituito e con la quale operò nel cantone di Saint-Denis-d'Anjou e nel distretto di Sablé, per poi spostarsi più vicino a Grand-Pierre.
Valoroso combattente, prese parte alla battaglia di Bouère del 1796, e a quelle di Buret, Saint-Charles, Éraudière, Miré e Gennes.
Citato in un rapporto repubblicano come uno dei capi dei raduni del 2 brumaio anno VI (23 ottobre 1797), fu nominato chef de bataillon nel 1797, grado che gli venne confermato dal brevetto del conte di Bourmont del 1799, ricevendo il comando del cantone di Saint-Denis-d'Anjou .
Divenuto comandante anche del cantone di Morannes nel Maine-et-Loire, fece giustiziare il 25 floreale dell'anno VII (14 maggio 1799) una spia, il deputato Thomas Millières. Servì quindi come chef de bataillon nella divisione di Grand-Pierre, la quale divenne la 1ª divisione dell'esercito del conte di Bourmont e con la quale prese parte alle battaglie di Saint-Jean-sur-Erve del 3 giugno 1799, a quella della brughiera di Saulges il 7 giugno, alla presa di Châteauneuf-sur-Sarthe ed infine alla battaglia di Varennes dell'agosto del 1799; combatté poi nella battaglia della brughiera di Argentré il 1º ottobre 1799 ed il 15 ottobre successivo in quella di Le Mans; il 24 gennaio 1800 combatté a Foulletourte .
Nel 1815, sebbene "ferito al braccio, storpio, padre di 4 figli", prese parte come capo del 1º battaglione della legione Gaullier nelle operazioni dell'esercito di Andigné, ed in particolare il 10 giugno si distinse nel combattimento di Champigné. Il generale d'Andigné lo promosse al grado di tenente colonnello.
Durante la guerra di Vandea del 1815, venne ferito sette volte e ebbe il braccio sinistro paralizzato. Dal 1816 prese residenza a Miré.
Riprese le armi nella guerra di Vandea del 1832, alla fine di maggio-inizio giugno, distinguendosi nella battaglia di Chanay presso Grez-en-Bouère, dove morì il 26 maggio di quello stesso anno.